# Magdalena Tlacotepec

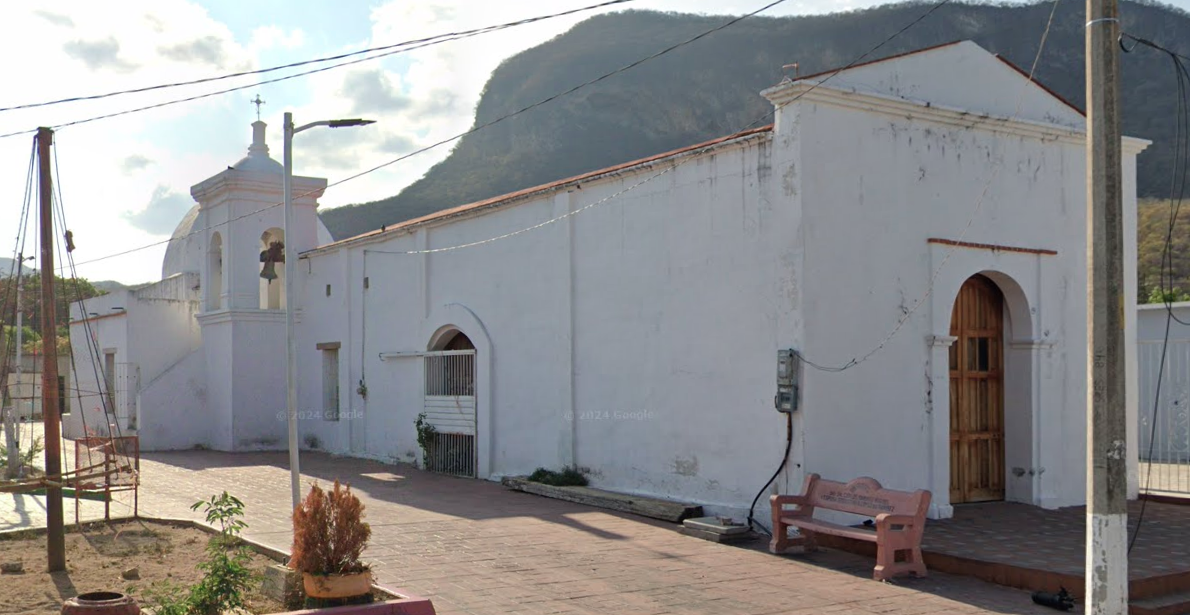
Nuevo Templo de Santa María de Magdalena

Magdalena Tlacotepec es una localidad del estado mexicano de Oaxaca. Es cabecera del municipio de Magdalena Tlacotepec.

## Origen del Nombre
Tlacotepec se compone de tlaco "medio", tepetl "cerro" y de c "en"; significando "En medio cerro". Así mismo "Magdalena" por la patrona del pueblo "María de Magdalena" cuyo templo original data del siglo XVI.

## Cronología histórica
La localidad de Magdalena Tlacotepec (Oaxaca) fue fundada en el año 1650.
| Año  | Hecho histórico |
| ---- | --- |
| 1650 | Año de fundación del pueblo bajo el nombre de Xiyicuxha.                                                                         |
| 1825 | Magdalena Acatepec pertenece al partido de Tehuantepec.                                                                          |
| 1826 | Se registra como La Magdalena Tlacotepec que pertenece al partido de Tehuantepec.                                                |
| 1844 | Se registra como Magdalena Tlacotepec, poblado de la parroquia de Tehuantepec, fracción de Tehuantepec, distrito de Tehuantepec. |
| 1858 | Magdalena Tlacotepec pertenece al distrito de Tehuantepec.                                                                       |
| 1891 | Magdalena Tlacotepec es agencia municipal del distrito de Tehuantepec.                                                           |

## Demografía
Según el INEGI, la pirámide poblacional de Magdalena Tlacotepec, es la siguiente:
| Censo | Población |
| ----- | --------- |
| 1900  | 507       |
| 1910  | 690       |
| 1921  | 723       |
| 1930  | 867       |
| 1940  | 941       |
| 1950  | 1014      |
| 1960  | 1337      |
| 1970  | 1439      |
| 1980  | 1405      |
| 1990  | 1152      |
| 1995  | 1208      |
| 2000  | 1081      |
| 2005  | 1107      |
| 2010  | 1180      |
| 2020  | 1234      |